# 法比奧拉·蘇盧阿加
法比奧拉·蘇盧阿加（1979年1月7日—生於庫庫塔），是一名哥倫比亞網球運動員。她退休的2005年9月9日。她的大滿貫最佳戰績在澳大利亞網球公開賽四強，2004年成為第一個哥倫比亞網球運動員達成大滿貫四強。她是哥倫比亞歷年表現最好的網球選手。

## 外部連結
- 法比奧拉·蘇盧阿加的国际女子网球协会官方資料（英文）
- 法比奧拉·蘇盧阿加的國際網球總會 職業／青少年 官方資料（英文）
- Fed Cup - Player profile - Fabiola ZULUAGA (COL) （页面存档备份，存于）